# 野上誠
野上 誠（のがみ まこと）は、日本の銀行家、実業家。東京センチュリー代表取締役社長。

## 来歴
福岡県出身。1976年に西南学院大学商学部を卒業して、第一勧業銀行（現・みずほフィナンシャルグループ）に入行した。2005年にみずほ銀行執行役員となる。
2008年に東京リース（現・東京センチュリー）取締役となり、取締役専務執行役員（2010年）、取締役執行役員副社長（2011年）を経て代表取締役社長に就任した。
| スタブアイコン | サブスタブ | この項目は、まだ閲覧者の調べものの参照としては役立たない、人物に関連した書きかけの項目です。この項目を加筆・訂正などしてくださる協力者を求めています（P:人物伝/PJ:人物伝）。 |